# Partido Agrario Laborista
El Partido Agrario Laborista (PAL) fue un partido político chileno de derecha, de ideología nacionalista y corporativista fundado el 7 de septiembre de 1945. Surgió a partir de la fusión del Partido Agrario con la Alianza Popular Libertadora (APL). Contó además con la presencia de elementos del Movimiento Nacionalista de Chile (MNCh). En 1948 integró la denominada Falange Radical Agrario Socialista (FRAS). En las elecciones parlamentarias de 1949 logró catorce diputados y cuatro senadores. En 1952 apoyó la candidatura presidencial de Carlos Ibáñez del Campo, y cuando este resultó electo, los invitó a participar en su gobierno junto a los socialistas.
En 1954, un grupo disidente del partido formó el Partido Agrario Laborista Recuperacionista (PAL-R). En 1958 se producen importantes divisiones, debido a que un sector mayoritario del partido apoyó la candidatura presidencial del demócrata cristiano Eduardo Frei Montalva y otro la del independiente Jorge Alessandri Rodríguez.
Finalmente, el 12 de octubre de 1958 el PAL se fusionó con el Partido Nacional (de 1956), dando paso al Partido Nacional Popular (Panapo). Cercano a las elecciones parlamentarias de 1961, el PAL se dividió nuevamente, y un grupo ingresó al Partido Demócrata Cristiano (PDC) y otro grupo de militantes se fusionó con el Partido Democrático dando origen al Partido Democrático Nacional (Padena). En 1963 algunos militantes realizaron un esfuerzo para unificar el PAL, pero en las elecciones parlamentarias de 1965 el partido no obtuvo resultados óptimos y dejó de tener existencia según las leyes electorales vigentes.

## Historia

### Fundación y cercanía a la derecha (1945-1951)

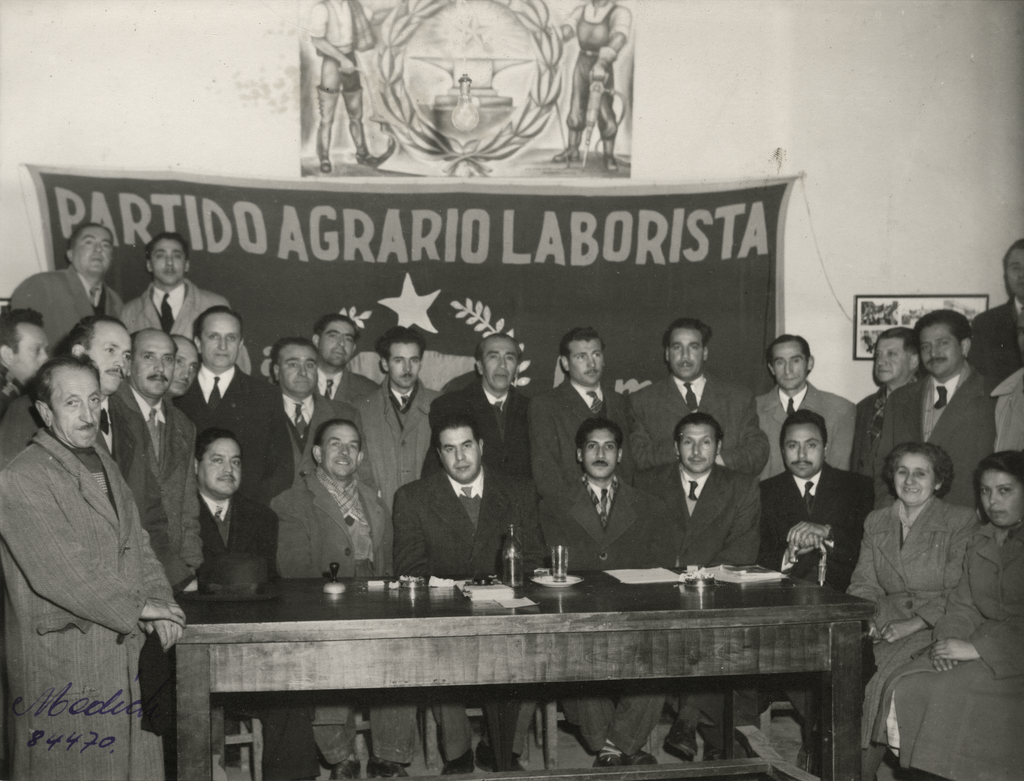
Constitución del PAL, el 7 de septiembre de 1945.

El PAL fue el resultado de la fusión del Partido Agrario y la Alianza Popular Libertadora en 1945. En el manifiesto de su fundación establece como finalidad de su quehacer «lograr el orden público en el país, sobre la base funcional en la que el trabajo no sólo tuviera obligaciones sino también derechos cívicos indiscutibles».
El líder del partido en sus primeros años fue Jaime Larraín García-Moreno, quien trató de darle al PAL el cariz de un partido de derecha. En 1946, con motivo de la elección presidencial de ese año, los agrario-laboristas participaron en la convención presidencial de los partidos de derecha (Conservador y Liberal), y postularon la candidatura de Larraín García-Moreno, la cual retiraron para agruparse en torno a Alfredo Duhalde y, en seguida, proclamar como candidato presidencial a Fernando Alessandri Rodríguez.
Sin embargo, dicha tendencia tendría su fin con la primera escisión del agrario-laborismo en 1951, debido a las discrepancias sobre la candidatura que se apoyaría para la elección presidencial del año siguiente. Mientras que la fracción encabezada por Larraín apoyaba a Arturo Matte Larraín, candidato del Partido Liberal, gran parte de sus militantes se inclinaban por la candidatura presidencial de Carlos Ibáñez del Campo, por el hecho de que Ibáñez fuera agricultor en el sur. Finalmente la directiva del PAL, encabezada por Eduardo Necochea, proclamó el 1 de mayo de 1951 a Ibáñez, ante lo cual los disidentes conformaron el «Movimiento de Recuperación Doctrinaria» (MRD), que en 1954 dio origen al Partido Nacional Agrario.

Hacer suya y proclamar la candidatura a la Presidencia de la República del eminente ciudadano senador don Carlos Ibáñez del Campo, candidatura que se ha levantado como bandera de este movimiento nacional y popular, que representa la sana reacción de un pueblo hastiado de politiquería y agobiado de problemas, siendo el expresidente depositario de la fe y las esperanzas de mejores días para la patria.
Voto político, Chillán, 1951.

### Ibañismo y escisiones (1951-1958)

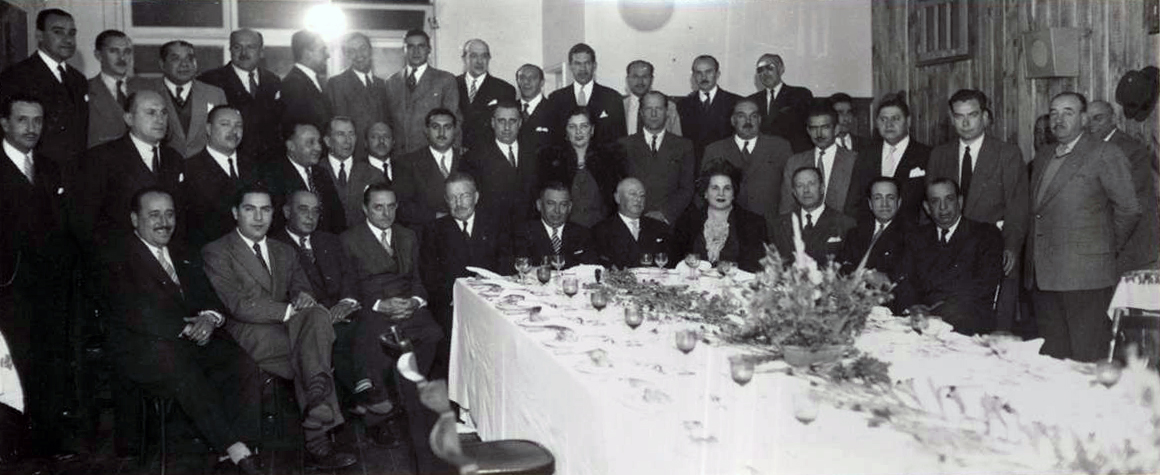
Militantes del Partido Agrario Laborista junto a Carlos Ibáñez del Campo en 1949.

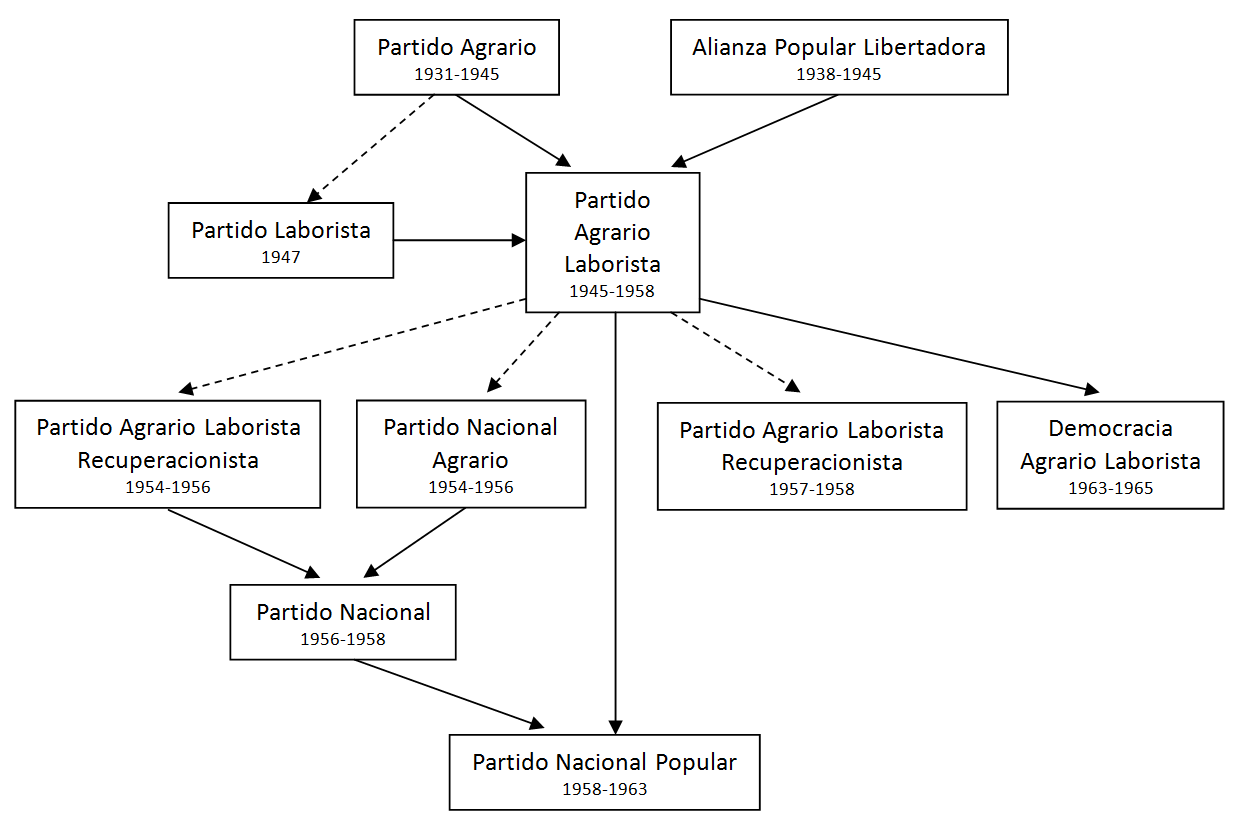
Esquema que muestra la relación histórica de los partidos agrario-laboristas en Chile.

Tras el triunfo de Ibáñez en los comicios, el PAL conformó la base, junto al Partido Socialista Popular, de su primer gabinete, iniciándose así el periodo populista del partido. En 1953 fue elegida una nueva directiva del PAL, encabezada por Rafael Tarud.
A principios de 1954, la influencia del ibañismo comenzó a declinar al interior del partido, existiendo en la junta ejecutiva un sector mayoritario que se oponía al gobierno y que no tardó en constituir un grupo llamado "recuperacionista", formado por 11 diputados y un senador, todos opuestos a la directiva oficial presidida por Tarud. A pesar de ello, al año siguiente el partido alcanzó una situación preponderante dentro del gobierno, porque el presidente Ibáñez organizó su gabinete exclusivamente con personeros del PAL. En 1956 los sectores anti-ibañistas del agrario-laborismo —el Partido Nacional Agrario y los "recuperacionistas"— conformaron el Partido Nacional.
Hacia 1957, el gobierno de Ibáñez perdía apoyo, traspasando dicha impopularidad a los partidos que lo apoyaban, particularmente al PAL. Esto provocó que la colectividad sufriera una importante derrota electoral en las elecciones parlamentarias de ese año, donde perdieron varios escaños tanto en la Cámara de Diputados, como en el Senado. De este modo, el 16 de junio de 1957 se generó un nuevo fraccionamiento entre la directiva, liderada por el presidente del PAL Julio von Mühlenbrock, que era opositora al gobierno, y quienes se mantuvieron fieles a Ibáñez, encabezados por Blas Bellolio y Jorge Aravena, que adoptaron el nombre de "recuperacionistas", de los cuales tres —Aravena, Óscar Jiménez y Roberto Muñoz— asumieron ministerios en el gobierno de Ibáñez, lo que gatilló su expulsión del partido por la directiva oficial.

### Disolución e intentos posteriores de reorganización (1958-1965)
Para la elección presidencial de 1958 se produjeron nuevas divisiones; el sector oficial apoyó la candidatura del democratacristiano Eduardo Frei Montalva, en tanto los militantes de Cautín y Biobío y disidentes que formaban el grupo "recuperacionista" se incorporaron a la candidatura de Jorge Alessandri. Ello permitió la convergencia del PAL con los grupos antes escindidos del partido, pues tanto el Partido Nacional como un grupo de ibañistas apoyaron a Frei; en octubre de 1958 el PAL y el Partido Nacional se fusionaron en el Partido Nacional Popular (PANAPO).
El PANAPO se disolvió en 1960, y los exmilitantes del PAL se agruparon en tres fracciones; la primera de ellas ingresó al Partido Demócrata Cristiano (PDC); otro grupo se fusionó con el Partido Democrático y formó el Partido Democrático Nacional (PADENA); y un tercer grupo, encabezado por Benjamín Videla, Alejandro Hales y Eduardo Necochea, permaneció al margen de toda combinación y en 1963 trató de rearmar el PAL bajo la denominación de Democracia Agrario Laborista, cuyos militantes se sumaron en 1965 al PDC.

## Principios programáticos
En 1946 se desarrolló un congreso del partido en Santiago y al año siguiente, en agosto de 1947, otro en Valdivia, donde se aprobó de manera unánime su declaración de principios. En aquel documento, el partido dejó en evidencia sus ideas y propugnó la necesidad de instaurar una democracia funcional, que apelaba a revalidar su adhesión al corporativismo. En términos económicos esta democracia funcional se constituía en base al resultado de fuerzas colaborativas en términos de producción que rechazaran la lucha de clases.
En el contexto de la promulgación de esta declaración de principios, el máximo líder Jaime Larraín García-Moreno, realizó un discurso en el cual ratificó el compromiso del partido por la comprensión de la realidad social y su férrea crítica al individualismo. Destacó, además el regionalismo y su repudio de las ideologías, señalando que "no ha sido necesario importar extrañas doctrinas ni buscar ensayos para justificar su existencia. [...] No importamos soluciones extranjeras porque no queremos nuevos problemas para la República".
Ahora bien, el programa se estructuraba en tres áreas prioritarias: política, económica-social e internacional. En la primera de estas áreas, el PAL afirmó su irrestricto apoyo a una "democracia funcional", fundada bajo los preceptos de justicia social y respecto a los seres humanos. En términos económicos, el partido planteaba una economía autorregulada, "gestionada por los gremios y sindicatos, fruto de la colaboración orgánica de las fuerzas de producción formando parte integral del cuerpo del Estado". De esta manera, el agrario laborismo chileno se presentaba con una propuesta estatista, que asimismo señalaba el reemplazo del lucro por la "función social" como finalidad de la actividad económica.

## Presidentes
| Retrato | Titular                     | Inicio | Fin  |
| ------- | --------------------------- | ------ | ---- |
|         | Jaime Larraín García-Moreno | 1946   | 1951 |
|         | José García González        | 1951   | 1953 |
|         | Rafael Tarud Siwady         | 1953   | 1954 |
|         | René Benavides del Villar   | 1954   | 1954 |
|         | Guillermo Izquierdo Araya   | 1954   | 1957 |
|         | Julio von Mühlenbrock       | 1957   | 1958 |

## Resultados electorales

### Elecciones parlamentarias
|  | 8,49 % |

|  | 16,85 % |

|  | 15,17 % |

|  | 16,28 % |

### Elecciones municipales
|  | 4,50 % |

|  | 9,40 % |

|  | 17,39 % |

|  | 8,25 % |